# Kisfaludy (gőzhajó)
A Kisfaludy volt az első balatoni gőzhajó, melyet gróf Széchenyi István kezdeményezésére építettek. Nevét Kisfaludy Károly költő után kapta, 1846 és 1887 között volt szolgálatban.

## Története
Széchenyi István 1846-ra már a Dunán és a Tiszán is gőzhajóforgalmat létesített. Az első balatoni gőzös hajóteste az Óbudai Hajógyárban készült, 40 LE-s gőzgépét az Angliában található Penn hajógyárból hozatták. A hajó egyes alkatrészei tengeren érkeztek Füredre, ahol az összeszerelést végezték. A hajónak nem voltak propellerjei, lapátkerékkel működött. 1846.09.21-én a balatoni gőzhajózás beindítását szorgalmazó "legnagyobb magyar", Széchenyi István 55. születésnapján indult első útjára KISFALUDY néven. 1847 májusától állt forgalomba a füredi fürdőidény kezdetekor Balatonfüredről. Parancsnoka a holland származású Haentjans Mihály kapitány volt.

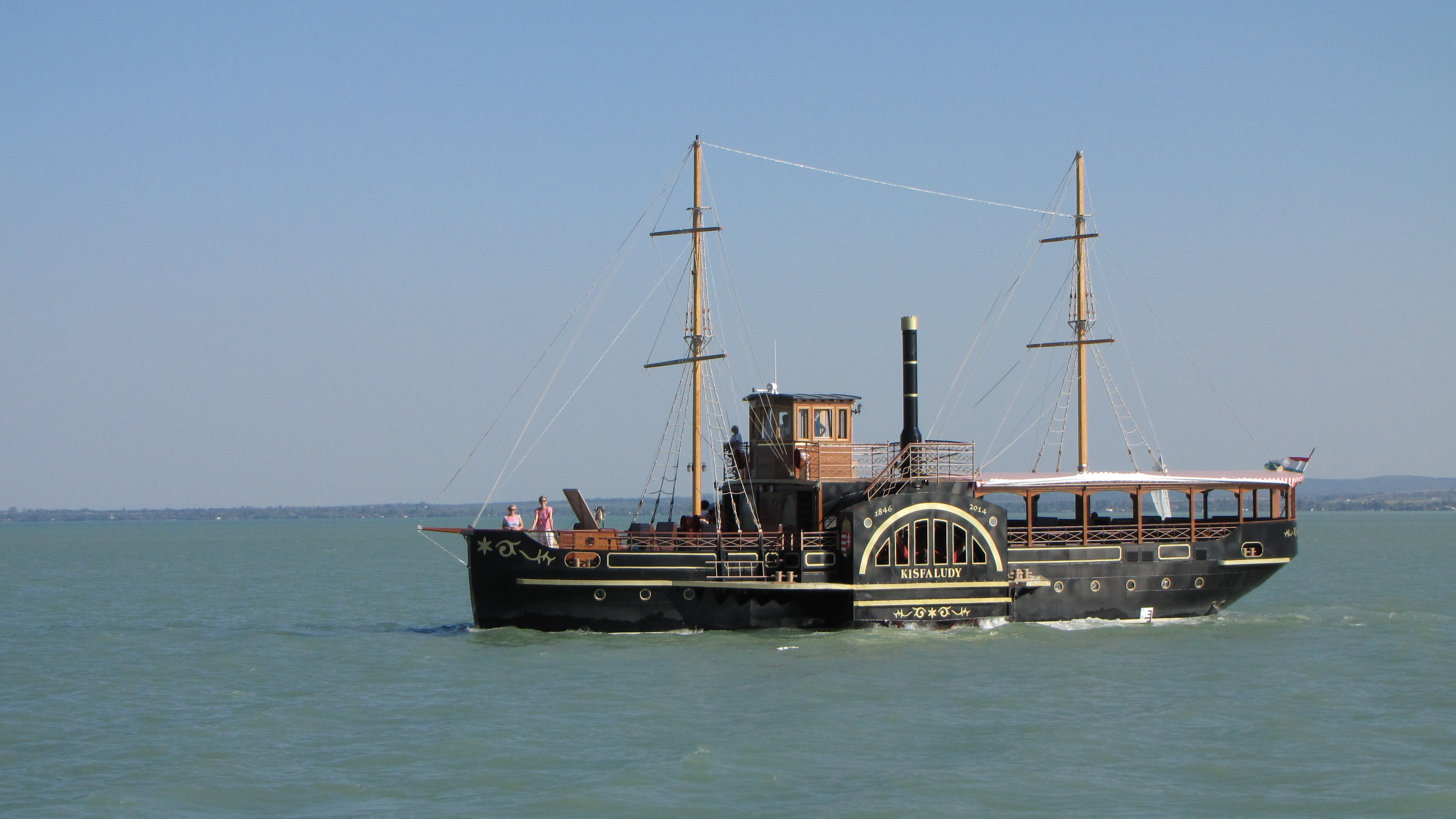
Az eredeti formájában rekonstruált és újra forgalomba állt Kisfaludy gőzös

1847-től indultak meg a menetrend szerinti járatok, de ekkortól már teherszállításra is használták, két uszályt építettek hozzá, Füred és Keszthely néven, melyeket maga után vontatott. 1869-ben favázas testét vasra cserélték, és azóta a Dunán közlekedik nosztalgia járatként.

## A replika
2014-ben újra megépítették a Kisfaludyt, mely jelenleg a Balaton egyetlen lapátkerekes hajója. A rekonstruált gőzös 26,2 méter hosszú, a hajótest szélessége 5,5 méter, a lapátkerekeknél 9,2 méteres a teljes szélessége, a legmagasabb pontja az árbocoknál 13 méter. Fedélzetén egy kiállítás is látható, sétahajóként üzemelt a Jókai hajóval együtt Balatonfüreden. A megemelt balatoni kikötői díjak miatt a Kisfaludyt leúsztatták a Sió csatornán, 2023 nyarától Budapesten, a Dunán üzemel.